# Mutualismus (Ökonomie)
Der Mutualismus (von lateinisch mutuus „gegenseitig, wechselseitig“, zu französisch mutuellisme von mutuel) bezeichnet eine sozialreformerische Bewegung, die in der gegenseitigen ökonomischen Unterstützung der Arbeiter das Hauptmittel der Wahrung ihrer Interessen sah.

## Ursprung
Die Bezeichnung geht auf die Vereinigung von Arbeitern und Handwerkern zurück, die sich in den 1820er in Frankreich zahlreich bildeten und meist Namen und Charakter von Gesellschaften zur gegenseitigen Unterstützung (Sociétés de secours mutuel) annahmen, da diese die einzig gesetzlich geduldete Form von Arbeiterorganisationen waren. Am bekanntesten wurde die 1827 in Lyon gegründete Vereinigung der Heimweber, die sich Mutualisten (mutuellistes) nannten.
Diese vom Verlagssystem stark benachteiligten, proletarisierten Kleinmeister gründeten einen Verband zur solidarischen Verteidigung ihrer Interessen. Sie verpflichteten sich satzungsgemäß zur materiellen Unterstützung unverschuldet in Not geratener Mitglieder aus einer Kasse, deren Mittel meist durch Bußgelder einkamen, zur Überlassung freier Webstühle an Berufskollegen und zum Austausch von Produktionserfahrungen. Darüber hinaus führten sie auch den gesetzlich nicht erlaubten Kampf gegen die Steigerung der Rohstoffpreise und die Herabsetzung der Stücklöhne für ihre Arbeitserzeugnisse.
Als moderner Ersatz für aufgelöste Zunftorganisationen hatte der Mutualismus auch deutlich konservative Züge. Er versuchte, den Verlust an Privilegien, Selbstbestimmung und Solidarität der Handwerker durch die fremdbestimmte Arbeitsteilung seit der Industrialisierung auszugleichen.

## Geschichte

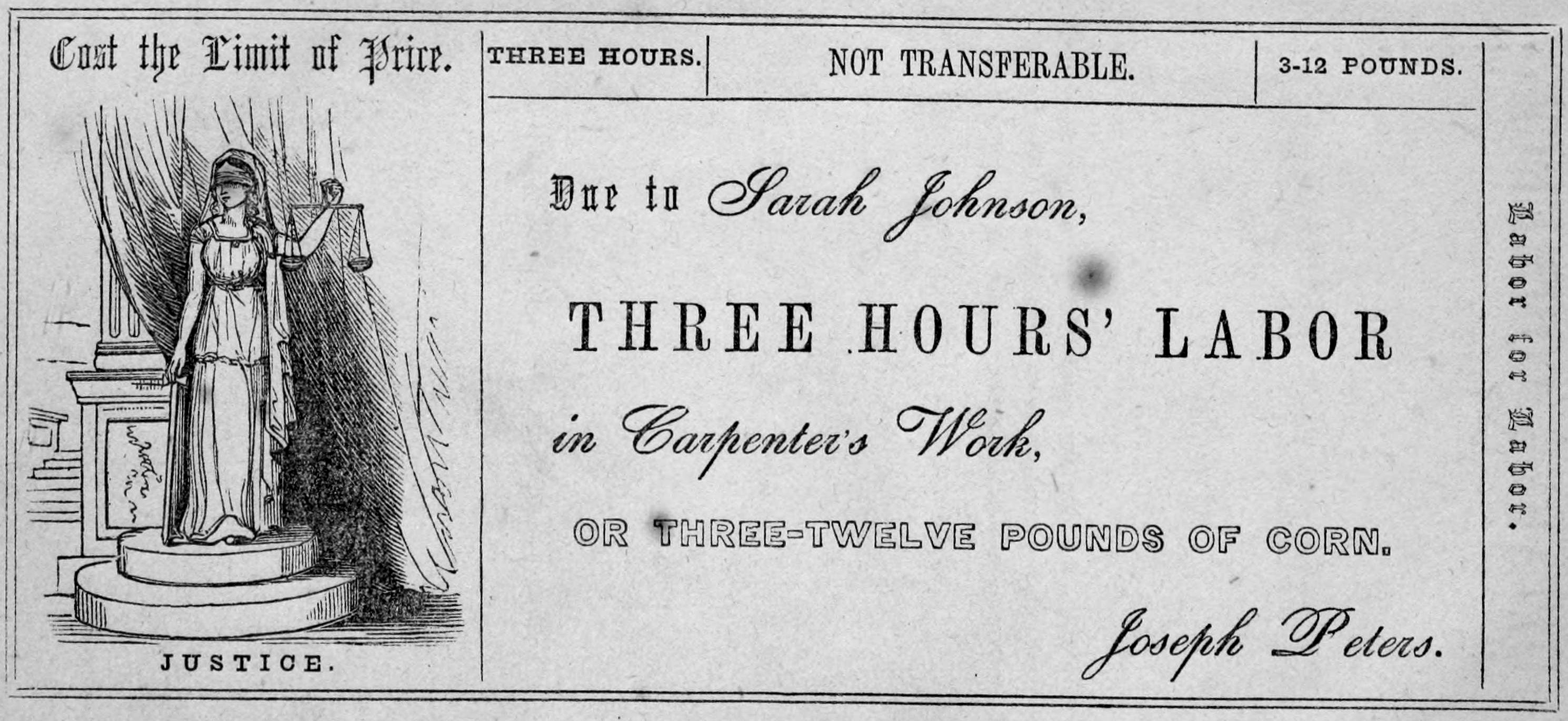
LaborNote des mutualistischen Cincinnati Time Store von Josiah Warren. Wert: Drei Arbeitsstunden oder 36 Pfund Weizen, nicht übertragbar.

Die Mutualisten spielten eine besondere Rolle im ersten Aufstand der Seidenweber in Lyon von 1831, als sich die Weber mit der Losung „Durch Arbeit leben oder im Kampf sterben“ erhoben. Danach stieg in Lyon und in anderen Städten Frankreichs die Zahl mutualistischer Organisationen sprunghaft an, von denen viele auch den illegalen gewerkschaftlichen Kampf zu organisieren begannen. Das bevorstehende Verbot ihrer Tätigkeit durch das neue Vereinsgesetz vom April 1834 gab den Anstoß für den zweiten Lyoner Aufstand, der einen politischen Charakter annahm.
Auch in anderen Ländern entstand der Mutualismus als frühe Form proletarischer Solidarität sowie Gegenseitiger Hilfe gegen die „kapitalistische Ausbeutung“. In Frankreich war der Höhepunkt des Mutualismus nach dem zweiten Lyoner Aufstand überschritten. Soweit er fortbestand, lebte er als Reformbewegung weiter, die sich auf genossenschaftliche Bestrebungen beschränkte. Ein Grund dafür war, dass Polemik gegen das Privateigentum mittelfristig keinen Konsens bei den Betroffenen fand.

## Soziologische Theorie
Anknüpfend an die Lyoner Tradition, die er 1843 persönlich kennenlernte – und wahrscheinlich auch angeregt durch eigene Erlebnisse an der Ecole mutuelle, einer Privatschule, an der sich die Kinder gegenseitig, d. h. die älteren die jüngeren, unterrichteten – übernahm Pierre-Joseph Proudhon das Prinzip des Mutualismus als theoretische Grundlage seiner Sozialismuskonzeption.
Nach Auffassung Proudhons, der keine zentrale Lenkung einer sozialistischen Gesellschaft anerkannte, sondern die Spontaneität der einfachen Warenproduktion idealisierte, sollten alle gesellschaftlichen Beziehungen nach dem Grundsatz freiwilliger Gegenseitigkeit geregelt werden. Darunter verstand er den Austausch der Produkte nach dem einfachen Wertgesetz, die Sicherung der Gleichheit und Gerechtigkeit dieses Austausches durch eine zinslose Kreditgewährung für alle Produzenten zur Beschaffung der von ihnen benötigten Produktionsmittel und die freiwillige, auf gegenseitigem Übereinkommen beruhende Bildung von Genossenschaften und kollektiven Vereinbarungen.
Damit konzentrierte Proudhon seine Sozialismuskonzeption auf eine Basis von Kleinproduzenten. Da er sein System Mutualismus nannte, hießen seine Anhänger in der französischen Arbeiterbewegung Mutualisten. Soweit sie als linke Proudhonisten der Ersten Internationalen angehörten, verbot deren Statut 1871 ihnen wie allen anderen Sektionen die Führung derartiger Namen.
Der Soziologe Émile Durkheim orientierte sich bei seinen Überlegungen zur Solidarität unter anderem am Phänomen des Mutualismus.

## Weiterführende Literatur
- Marion Schweiker: Der Mutualismus Pierre-Joseph Proudhons als Grundlage einer föderativ-demokratischen Neuordnung Europas. Cuvillier, Göttingen 1996, ISBN 978-3895887352
- Peter Decker, Konrad Hecker: Das Proletariat. Politisch emanzipiert, sozial diszipliniert, global ausgenutzt, nationalistisch verdorben.  Gegenstandpunktverlag, München 2002, ISBN 3-929211-05-X
- Peter A. Kropotkin: Gegenseitige Hilfe in der Tier- und Menschenwelt. Trotzdem Verlag, Grafenau 1993, ISBN 3-922209-32-7
- Hector Zoccoli, Die Anarchie: Ihre Verkünder – Ihre Ideen – Ihre Taten. Versuch einer systematischen und kritischen Übersicht, sowie einer  ethischen Beurteilung. (Siehe hierzu: Die ökonomische Kritik P.J. Proudhon: Der theoretische Standpunkt Proudhons, Seite 73. / Der gegenwärtige Antagonismus der kapitalistischen Zivilisation, S. 89. / Die Organisation nach industriellen Vereinbarungen, S. 102 / Klassenunterschiede und Klassenherrschaft, S. 211 / Politische und ökonomische Organisation, S. 220 / Die Beseitigung der Lohnarbeit, S. 244 / Die ökonomische Freiheit: Die Freiheit der Produktion und des Umsatzes der Güter, S. 274. / Das Geldmonopol, S. 274. / Das Bodenmonopol, S. 276. / Das Tarifmonopol, S. 276. / Das Patentmonopol, S. 277. / Die Trusts, S. 278 / Das Abhängigkeitsprinzip der kapitalistischen Gesellschaft, S. 297). Autorisierte Übersetzung aus dem italienischen von Siegfried Nacht (Pseudonym für: Arnold Roller). 1. Auflage,  Verlag Maas & van Suchtelen, Leipzig und  Amsterdam 1909.

## Weitere Bedeutung
Mutualismus bezeichnet weiter eine finanzwissenschaftliche Hypothese, nach der bei relativ gleicher steuerlicher Belastung jeder Steuerzahler auch solche Geldopfer auf sich nehmen würde, von denen andere einen Nutzen haben.